# 中华全国台湾同胞联谊会
中华全国台湾同胞联谊会（英語：All-China Federation of Taiwan Compatriots），简称全国臺联，是中华人民共和国由台灣民間人士組成的人民团体，其成員組成主要為居住於中國大陸的台灣籍人士。

## 沿革
1945年国民政府接收台湾后，陆续有台湾人到中国大陆生活。1979年《告台湾同胞书》发表后，中国大陆为进一步宣示对台政策调整并展示怀柔态度，开始筹组由在陆台籍人士组成的半官方组织。1980年起，浙江、福建陆续在地方层面组建台湾同胞联谊会。1981年7月，时任中共对台工作小组组长邓颖超调派生于台中、曾任毛泽东及周恩来日文翻译的林丽韫担任全国台联筹备委员会主任。1981年12月22日，全国台湾同胞第一次代表会议在北京召开；27日，中华全国台湾同胞联谊会成立，林丽韫当选为全国台联会长。
1985年3月，全国台联召开第二次代表会议。林丽韫连任全国台联会长。
1988年2月，全国台联召开第三次代表会议。林丽韫连任全国台联会长。
1991年5月，全国台联召开第四次代表会议。张克辉当选为全国台联会长。
1995年5月，全国台联召开第五次代表会议。张克辉连任全国台联会长。
1997年11月，全国台联召开第六次代表会议。杨国庆当选为全国台联会长。
2002年10月，全国台联召开第七次代表会议。杨国庆连任全国台联会长。2005年1月，梁国扬当选为全国台联会长。
2007年12月，全国台联召开第八次代表会议。梁国扬连任全国台联会长。
2012年12月，全国台联召开第九次代表会议。汪毅夫当选为全国台联会长。
2017年12月，全国台联召开第十次代表会议。黄志贤当选为全国台联会长。
2022年12月，全国台联召开第十一次代表会议。郑建闽当选为全国台联会长。

## 性质
中国大陆将全国台联定义为人民团体，是中国人民政治协商会议34个组成界别之一，根据2000年《民政部关于对部分团体免予社团登记有关问题的通知》，不进行社团登记。
2024年5月，台灣陸委會修正“禁止國人擔任中共黨政軍職務公告例示”，將範圍進一步擴大到包括全國台聯在內的“具政治性的機關團體”。

## 宗旨
“高举社会主义、爱国主义旗帜，团结联络居住在祖国大陆的臺湾同胞；在爱国统一的旗帜下，广泛团结联络臺湾岛内、港澳及海外的臺湾同胞，同心同德，为振兴中华，促进中华民族的大团结，为按照“和平统一、一国两制”的基本方针实现祖国统一，为增进乡亲情谊和臺湾人民的福祉而贡献力量。”

## 组织
全国台湾同胞代表会议是全国台联的最高权力机构。代表由居住在大陆的台湾同胞民主选举产生，也可以协商、特邀方式产生。代表会议每五年召开一次，审议理事会的工作报告，修改章程；选举理事。理事由全国台湾同胞代表会议选举产生，每届任期五年，贯彻执行代表会议的决议，向代表会议作出工作报告；审议本会年度工作报告和计划，对会长、副会长的工作实行监督。理事会选举会长一人，副会长、常务理事若干人，组成常务理事会。常务理事会每年召开两次，在理事会闭会期间行使理事会的职权。
截至2022年，中国大陆除西藏以外的各省、自治区、直辖市（含新疆生产建设兵团）和台胞比较集中的地、市和县都已建立了地方台联。

## 机构设置
根据有关规定，全国台联机关设置下列机构：

### 内设机构
- 联络部
- 台胞事务部
- 文化宣传部
- 研究室
- 办公室

### 直属事业单位
- 机关服务中心
- 台声杂志社
- 同源国际旅行社

## 历任领导
中华全国台湾同胞联谊会会长
1. 林丽韫（1981年12月－1991年5月）
2. 张克辉（1991年5月－1997年11月）
3. 杨国庆（1997年11月－2005年1月）
4. 梁国扬（2005年1月－2012年12月）
5. 汪毅夫（2012年12月－2017年12月）
6. 黄志贤（2017年12月－2022年12月）
7. 郑建闽（2022年12月－）